# 2010–11 오스트레일리아 야구 리그 시즌
2010-11 오스트레일리안 베이스볼 리그(2010–11 Australian Baseball League season)은 첫 번째 ABL 시즌이며 2010년 10월 6일부터 2011년 2월 13일까지 치러졌다. 호주의 오스트레일리안 베이스볼 리그 (1989 ~ 1999)와 인터내셔널 베이스볼 리그 오브 오스트레일리아 이후 9년 만의 프로 야구 리그이며 클랙스턴 실드를 승계한다. 6팀이 40경기를 치르고 상위 4팀이 포스트 시즌에 진출하였다.
정규 시즌 종료후 시드니 블루삭스, 퍼스 히트, 애들레이드 바이트, 그리고 멜버른 에이시스가 포스트 시즌에 진출하였으며 퍼스가 애들레이드를 물리치고 첫 번째 ABL 우승팀이 되었다.

## 포스트 시즌
|  | 준플레이오프 | 준플레이오프      | 준플레이오프      |   |     | 플레이오프      | 플레이오프 | 플레이오프 |     |                   | 챔피언십 시리즈 | 챔피언십 시리즈 | 챔피언십 시리즈 |
|  |              |                   |                   |   |     |                 |            |            |     |                   |                 |                 |                 |
|  | 1st          | 시드니 블루삭스   | 0                 |   |     |                 |            |            |     |                   |                 |                 |                 |
|  | 2nd          | 퍼스 히트         | 2                 |   |     |                 |            |            |     |                   | W-A             | 퍼스 히트       | 2               |
|  |              |                   |                   |   | L-A | 시드니 블루삭스 | 1          |            | W-C | 애들레이드 바이트 | 1               |                 |                 |
|  |              | W-B               | 애들레이드 바이트 | 2 |     |                 |            |            |     |                   |                 |                 |                 |
|  | 3rd          | 애들레이드 바이트 | 2                 |   |     |                 |            |            |     |                   |                 |                 |                 |
|  | 4th          | 멜버른 에이시스   | 0                 |   |     |                 |            |            |     |                   |                 |                 |                 |